# صومعه (الجزایر)
صومعه (به عربی: الصومعة) یک منطقهٔ مسکونی در الجزایر است که در ثنیه واقع شده‌است. صومعه ۵ کیلومتر مربع مساحت دارد ۴۰۰ متر بالاتر از سطح دریا واقع شده‌است.